# Margarita Salicola
Margarita Salicola (floruit 1682 - 1706) fue una famosa cantante de ópera italiana. Provenía de una familia de músicos de la corte de Carlos III de Gonzaga-Nevers, duque de Mantua y se convirtió en un elemento básico del Teatro San Giovanni Grisóstomo, el más nuevo y el más famoso teatro de Venecia, en la década de 1680. La primera obra con la que se puede vincular es de Pietro Simone Agostini en Il Ratto delle Sabine (El rapto de las sabinas). Ella fue especialmente elogiada por su aparición en el papel principal de Penélope la casta de Carlo Pallavicino en el invierno de 1685. El elector Juan Jorge III de Sajonia, en cuya corte Pallavicino había servido, estaba tan emocionado por su actuación que trató de convencerla a ella y a dos castrati del mismo elenco para que actuaran en su corte. Después de una puesta en escena "secuestro", Salicola es acompañada en el camino a Dresde por un agente de Mantua.
Como «dama de honor» en la corte sajona, rápidamente ganó fama en Dresde. Viajó a Italia muchas veces y continuó actuando hasta principios del siglo XVIII. A pesar de las muchas obras en las que apareció, es recordada por su interpretación de Penélope.
Tuvo un hijo de Juan Jorge III de Sajonia:
- Juan Jorge Maximiliano de Fürstenhoff (1686 - 1753), se casó primero con Margarita Dorotea Kühler (d. 1738) y luego con Emilia Carlota (se desconoce la identidad). De su primer matrimonio tuvo dos hijos: un hijo y una hija, ambos desconocidos, al parecer, el hijo murió joven y la hija se casó con Felipe Cristian de Kleinberg, pero ambos cónyuges murieron en 1743.